# Елизабет Боуз-Лайън
Елизабет Боуз-Лайън (на английски: Elizabeth Bowes-Lyon), с пълно име Елизабет Анджела Маргьорит Боуз-Лайън (Elizabeth Angela Marguerite Bowes-Lyon, 4 август 1900 в Хитчин или Лондон – 30 март 2002 в Уиндзорския замък в Бъркшър), е кралица на Обединеното кралство и доминионите на Британската общност от 11 декември 1936 г. до 6 февруари 1952 г. като съпруга на крал Джордж VI. Тя е и последната императрица на Индия от 1936 г. до разпускането на Британска Индия през август 1947 г. След смъртта на съпруга е официално известна като „кралица Елизабет, кралицата-майка“, за да не бъде обърквана с дъщеря ѝ кралица Елизабет II.
Родена в семейство на британски благородници, Елизабет става известна през 1923 г., когато се омъжва за принц Албърт, херцог на Йорк, вторият син на крал Джордж V и кралица Мери. Двойката и техните дъщери Елизабет и Маргарет въплъщават традиционните идеи за семейство и обществена служба. Херцогинята поема различни публични ангажименти и става известна с неизменно ведрото си лице.
През 1936 г. съпругът ѝ неочаквано става крал като Джордж VI, когато по-големият му брат Едуард VIII абдикира, за да се ожени за разведената американка Уолис Симпсън. След това Елизабет става кралица-консорт. Тя придружава съпруга си на дипломатически обиколки във Франция и Северна Америка преди началото на Втората световна война. По време на войната нейният привидно несломим дух оказва морална подкрепа на британската общественост. След войната здравето на съпруга ѝ се влошава и тя овдовява на 51 години. По-голямата ѝ дъщеря – 25-годишната Елизабет, става новата кралица.
След смъртта на кралица Мери през 1953 г. Елизабет е смятана за матриарх на британското кралско семейство. В по-късните си години тя е постоянно популярен член на семейството, дори в моменти когато други кралски особи страдат от ниско ниво на обществено одобрение. Тя продължава да води активен обществен живот само няколко месеца преди смъртта си на 101-годишна възраст, седем седмици след смъртта на по-малката ѝ дъщеря, принцеса Маргарет.

## Ранен живот
Елизабет е най-малката дъщеря и деветото от десетте деца на Клод Джордж Боуз-Лайън, лорд Гламис (бъдещ 14-ти граф на Стратмор и Кингхорн в перството на Шотландия), и на съпругата му Сесилия Кавендиш-Бентинк. Майка ѝ произлиза от британския министър-председател Уилям Кавендиш-Бентинк, 3-ти херцог на Портланд, и от генерал-губернатора на Индия Ричард Уелсли, 1-ви маркиз Уелсли, който е по-голям брат на друг министър-председател, Артър Уелсли, 1-ви херцог Уелингтън.
Местоположението на раждането на Елизабет остава несигурно, но се предполага, че тя е родена или в дома на родителите си Белгрейв Маншънс в Уестминстър на улица „Гросвенър Гардънс“, или в теглена от кон линейка на път за болницата. Други възможни места включват Форбс Хаус в Хам в Ричмънд, Лондон – домът на нейната баба по майчина линия Луиза Скот. Нейното раждане е регистрирано в град Хитчин, Хартфордшър, близо до английската селска къща на семейство Стратмор – Сейнт Полс Уолдън Бъри, която също е посочена като нейно родно място при преброяванията от 1901 г. и 1911 г. Тя е кръстена там на 23 септември 1900 г. в местната енорийска църква „Вси светии“.
Елизабет прекарва голяма част от детството си в село Сейнт Полс Уолдън и в замъка Гламис – родовия дом на графа в Шотландия. Тя е обучавана у дома от гувернантка до 8-годишна възраст и обича полеви спортове, понита и кучета. Когато започва училище в Лондон, удивлява учителите си, като преждевременно започва съчинение с две думи на старогръцки от Анабазис на Ксенофонт. Най-добрите ѝ предмети са литературата и писането. След като отново започва да бъде обучавана частно от гувернантката си – немската еврейка Кете Кюблер, тя издържа с отличие Оксфордския местен изпит на тринадесет години.
На четиринадесетия рожден ден на Елизабет Великобритания обявява война на Германия. Четирима от братята ѝ служат в армията. Нейният по-голям брат Фъргюс, офицер от Черния стражеви полк, е убит в битка при Лоос през 1915 г. Другият ѝ брат Майкъл е обявен за изчезнал във военните действия на 28 април 1917 г. Три седмици по-късно семейството открива, че той е бил заловен, след като е бил ранен. Той остава в лагер за военнопленници до края на войната. Замъкът Гламис е превърнат във възстановителен дом за ранени войници, който Елизабет помага да управлява. Тя изиграва особено важна роля в организирането на спасяването на съдържанието на замъка по време на сериозен пожар на 16 септември 1916 г. На 5 ноември 1916 г. тя е потвърдена в шотландската епископска църква „Свети Йоан“ във Форфар.

## Брак
Принц Албърт, херцог на Йорк – „Бърти“ за семейството, е вторият син на крал Джордж V и кралица Мери. Първоначално той предлага брак на Елизабет през 1921 г., но тя отказва, тъй като казва: „страхувам се никога, никога повече да не бъда свободна да мисля, говоря и действам така, както чувствам, че наистина трябва“. Когато той заявява, че няма да се ожени за друга, кралица Мери посещава замъка Гламис, за да види сама момичето, откраднало сърцето на сина ѝ. Тя се убеждава, че Елизабет е „единственото момиче, което може да направи Бърти щастлив“, но отказва да се намеси. В същото време Елизабет е ухажвана от Джеймс Стюарт, конник (адютант) на Албърт, докато той не напуска службата на принца за по-добре платена работа в американския петролен бизнес.
През февруари 1922 г. Елизабет е шаферка на сватбата на сестрата на Албърт, принцеса Мери, с виконт Хенри Ласел. На следващия месец Албърт ѝ предлага отново, но тя отново му отказва. В крайна сметка през януари 1923 г. Елизабет се съгласява да се омъжи за него въпреки опасенията си относно кралския живот. Свободата на Албърт да избере Елизабет, която не е член на кралско семейство, макар и дъщеря на пер, се смята за жест в полза на политическата модернизация; преди това се е очаквало принцовете да се женят за принцеси от други кралски семейства. Те избират платинен годежен пръстен с кашмирски сапфир с два диаманта, украсяващи страните му.
Двойката се жени на 26 април 1923 г. в Уестминстърското абатство в Лондон. Неочаквано Елизабет полага букета си в гробницата на Незнайния воин на път за абатството в памет на брат си Фъргюс. След брака тя става Нейно кралско височество херцогинята на Йорк. След сватбена закуска в Бъкингамския дворец, приготвена от готвача Габриел Тшуми, Елизабет и Албърт отиват на меден месец в Полесдън Лейси – имение в Съри – собственост на богатата светска личност и приятелка Маргарет Гревил. След това отиват в Шотландия, където тя се разболява от коклюш.

## Херцогиня на Йорк
След успешно кралско посещение в Северна Ирландия през юли 1924 г., лейбъристкото правителство се съгласява Албърт и Елизабет да могат да обиколят Източна Африка от декември 1924 г. до април 1925 г. Правителството е победено от консерваторите на общите избори през ноември (които Елизабет описва като чудесни за майка си) и генерал-губернаторът на Англо-египетски Судан, сър Лий Стак, е убит три седмици по-късно. Въпреки това обиколката продължава и те посещават Аден, Кения, Уганда и Судан, но Египет е избегнат поради политическо напрежение.
Албърт страда от заекване, което се отразява на способността му да изнася речи и след октомври 1925 г. Елизабет помага да му се помогне чрез терапията, разработена от логопеда Лайънъл Лог – епизод, описан във филма от 2010 г. „Речта на краля“.
През 1926 г. двойката има първото си дете, принцеса Елизабет – „Лилибет“ за семейството, която по-късно става кралица Елизабет II. Албърт и Елизабет, без детето си, пътуват до Австралия, за да открият парламента в Канбера през 1927 г. По нейните собствени думи тя е много нещастна, че напуска бебето. Пътуването им по море ги превежда през Ямайка, Панамския канал и Тихия океан; Елизабет непрекъснато се тревожи за бебето си във Великобритания, но пътуването им е успех за връзките с обществеността. Тя очарова публиката във Фиджи, когато докато се ръкува с дълга редица официални гости, на церемонията влиза бездомно куче и тя също разтърсва лапата му. В Нова Зеландия се разболява от настинка и пропуска някои ангажименти, но се наслаждава на местния риболов в Бей ъф Айлъндс, придружена от австралийския спортен риболовец Хари Андреас. На връщане, през Мавриций, Суецкия канал, Малта и Гибралтар, техният кораб HMS Renown се запалва и те се подготвят да го напуснат, но пожарът е овладян.
Втората дъщеря на двойката, принцеса Маргарет, е родена в замъка Гламис през 1930 г. Двойката първоначално живее в Уайт Лодж в Ричмънд Парк, преди да се премести на Пикадили 145 в Лондон.

## Кралица-консорт
На 20 януари 1936 г. Джордж V умира и най-големият му син Едуард, принц на Уелс, става крал Едуард VIII. Само няколко месеца след управлението му решението му да се ожени за два пъти разведената американка Уолис Симпсън предизвиква конституционна криза, която води до неговата абдикация. Съпругът на Елизабет, Албърт, неохотно става крал на мястото на брат си на 11 декември 1936 г. под кралското име Джордж VI. Елизабет и нейният съпруг са коронясани за крал и кралица на Обединеното кралство и британските доминиони, както и за император и императрица на Индия в Уестминстърското абатство на 12 май 1937 г. – датата, която преди това е планирана за Едуард VIII. Короната на Елизабет е изработена от платина и е украсена с диаманта Кохинор.
Едуард се жени за Уолис Симпсън и те стават херцог и херцогиня на Уиндзор, но докато Едуард е кралско височество, Джордж VI отказва обръщението на Уолис – решение, което Елизабет подкрепя. По-късно Елизабет е цитирана, че нарича Уолис „онази жена“, а Уолис нарича Елизабет „Бисквитка“, поради предполагаемата ѝ прилика с дебела шотландска готвачка. Твърденията, че Елизабет остава озлобена към Уолис, са отречени от близките ѝ приятели.

### Задгранични визити
През лятото на 1938 г. държавното посещение във Франция на краля и кралицата е отложено с три седмици поради смъртта на майката на Елизабет. За две седмици Норман Хартнел създава изцяло бял костюм за Елизабет, която не може да носи цветове, тъй като все още е в траур. Посещението има за цел да засили англо-френската солидарност пред лицето на агресията от Нацистка Германия. Френската преса хвали държанието и чара на кралската двойка по време на закъснялото, но успешно посещение, допълнено от гардероба на Хартнел.
Въпреки това нацистката агресия продължава и правителството се подготвя за война. След като изглежда, че Мюнхенското споразумение от 1938 г. предотвратява появата на въоръжен конфликт, британският министър-председател Невил Чембърлейн е поканен на балкона на Бъкингамския дворец с краля и кралицата, за да получи овации от тълпа доброжелатели. Въпреки че е широко популярна сред широката общественост, политиката на Чембърлейн спрямо Хитлер е обект на известна опозиция в Камарата на общините, което кара историка Джон Григ да опише поведението на Джордж VI да се асоциира толкова силно с политик като „най-противоконституционния акт на британски суверен през настоящия век". Историците обаче твърдят, че кралят е следвал единствено министърския съвет и е действал, както е конституционно длъжен да направи.
През май и юни 1939 г. Елизабет и нейният съпруг обикалят Канада от бряг до бряг и обратно – първият път, когато управляващ монарх обикаля Канада. Те също така посещават Съединените щати, като прекарват време с президента Франклин Делано Рузвелт в Белия дом и в неговото имение в долината на Хъдсън. Първата дама Елинор Рузвелт казва, че Елизабет е „перфектна като кралица, любезна, информирана, казвайки правилното нещо, и мила, но малко самосъзнателно царствена?. Обиколката е предназначена да засили трансатлантическата подкрепа в случай на война и да потвърди статута на Канада като независимо кралство, споделящо с Великобритания едно и също лице като монарх.
Според една често разказвана история, по време на една от най-ранните многократни срещи на кралската двойка с тълпите ветеран от Втората англо-бурска война пита Елизабет: „Шотландка ли си или англичанка?“ Тя отговаря: "Аз съм канадка!“ Приемането им от канадската и американската общественост е изключително ентусиазирано и до голяма степен разсейва всяко остатъчно чувство, че те са по-жалък заместител на Едуард. Елизабет се връща често в Канада както на официални обиколки, така и на частни.

### Втора световна война
По време на Втората световна война кралската двойка става символ на борбата срещу фашизма. Малко след обявяването на войната е замислена Книгата на кралицата на Червения кръст. Петдесет автори и художници допринасят за книгата, пред която стои портретът на Елизабет от Сесил Бийтън, и тя е продавана в помощ на Червения кръст. Елизабет също прави излъчвания към нацията в опит да утеши семействата по време на евакуацията на децата и мобилизирането на мъжете в бойна възраст. Тя публично отказва да напусне Лондон или да изпрати децата си в Канада, дори по време на блиц, когато британският кабинет я съветва да го направи. Тя заявява: „Децата няма да си тръгнат без мен. Аз няма да оставя краля. И кралят никога няма да си тръгне.“
Елизабет посещава войски, болници, фабрики и части от Великобритания, нарочени от германските Луфтвафе, по-специално Ист Енд близо до доковете на Лондон. Нейните посещения първоначално провокират враждебност; по нея са хвърляни боклуци и тълпите ѝ се подиграват, отчасти защото носи скъпи дрехи, които я отчуждават от хората, страдащи от лишенията на войната. Тя обяснява, че ако публиката дойде да я види, те ще носят най-добрите си дрехи, така че тя трябва да отвърне със същото; Норман Хартнел я облича в нежни цветове и избягва черното, за да представлява „дъгата на надеждата“. Когато самият Бъкингамски дворец получава няколко удара по време на разгара на бомбардировките, Елизабет казва: „Радвам се, че бяхме бомбардирани. Кара ме да се чувствам, че мога да гледам Ист Енд в лицето.“
Въпреки че кралят и кралицата прекарват работния ден в Бъкингамския дворец, отчасти поради сигурност и семейни причини те остават през нощта дъщерите си в замъка Уиндзор на около 32 km западно от Централен Лондон. Дворецът губи голяма част от персонала си в полза на армията и повечето от залите му са затворени. Прозорците са изпочупени от бомбени експлозии и се налага да бъдат заковани с дъски. По време на Странната война кралицата е обучавана да борави с револвер поради страх от предстоящо нахлуване.
Френският премиер Едуар Даладие характеризира Елизабет като „прекалено амбициозна млада жена, която би била готова да пожертва всяка друга страна по света, за да може да остане кралица“. Твърди се, че Адолф Хитлер я е нарекъл „най-опасната жена в Европа“, защото е гледал на нейната популярност като на заплаха за германските интереси. Въпреки това преди войната и тя, и съпругът ѝ, както по-голямата част от парламента и британската общественост, подкрепят умиротворяването и министър-председателя Невил Чембърлейн, вярвайки след опита от Първата световна война, че войната трябва да бъде избегната на всяка цена. След оставката на Чембърлейн кралят моли Уинстън Чърчил да състави правителство. Въпреки че първоначално кралят е подозрителен към характера и мотивите на Чърчил, с течение на времето и кралят, и кралицата започват да го уважават и да му се възхищават.

### Следвоенни години
На британските общи избори през 1945 г. Консервативната партия на Чърчил претърпява сериозно поражение от Лейбъристката партия на Клемент Атли. Политическите възгледи на Елизабет рядко се разкриват, но писмо, което тя пише през 1947 г., описва „големите надежди на Атли за социалистически рай на земята“ като избледняващи и вероятно описва тези, които са гласували за него, като „бедни хора, толкова много полуобразовани и обичани“. Удроу Уайът я смята за много по-проконсервативна от другите членове на кралското семейство, но по-късно тя му казва: „Харесвам скъпата стара Лейбъристка партия.“ Тя също казва на херцогинята на Графтън Форчън Фицрой: „Обичам комунистите“.
По време на кралската обиколка на Южна Африка през 1947 г., спокойното публично поведение на Елизабет е нарушено, по изключение, когато тя става от кралската кола, за да удари почитател с чадъра си, защото е сбъркала ентусиазма му с враждебност. Кралската обиколка на Австралия и Нова Зеландия през 1948 г. е отложена поради влошеното здраве на краля. През март 1949 г. той претърпява успешна операция за подобряване на кръвообращението в десния крак. През лятото на 1951 г. Елизабет и дъщерите ѝ изпълняват публичните ангажименти на краля вместо него. През септември той е диагностициран с рак на белия дроб. След отстраняването на белия му дроб той изглежда се възстановява, но отложеното пътуване до Австралия и Нова Зеландия е променено, така че принцеса Елизабет и нейният съпруг, херцогът на Единбург, отиват на мястото на краля и кралицата през януари 1952 г. Джордж VI умира в съня си на 6 февруари 1952 г., докато принцеса Елизабет и херцогът на Единбург са в Кения на обиколка на Британската общност, а със смъртта на Джордж дъщеря му веднага става кралица Елизабет II.

## Кралица-майка

### Вдовство
Малко след смъртта на Джордж VI Елизабет започва да бъде наричана Нейно Величество кралица Елизабет, кралицата-майка, защото нормалното обръщение за вдовицата на крал, „кралица Елизабет“, би било твърде подобно на това към по-голямата ѝ дъщеря, кралица Елизабет II. Популярно тя става „Кралицата майка“. Тя е съсипана от смъртта на съпруга си и се оттегля в Шотландия. Въпреки това след среща с премиера Уинстън Чърчил тя прекъсва оттеглянето си и възобновява обществените си задължения. В крайна сметка тя става също толкова заета като кралица-майка, колкото и като кралица-консорт. През юли 1953 г. предприема първата си задгранична визита след погребението на съпруга си, когато посещава Родезия и Нясаленд с принцеса Маргарет. Тя полага основния камък на Университетския колеж на Родезия и Нясаленд – сегашния Университет на Зимбабве. След завръщането си в региона през 1957 г. Елизабет встъпва в длъжност като президент на колежа и присъства на други събития, които умишлено са предназначени да бъдат мултирасови. По време на обширната обиколка на дъщеря ѝ из Британската общност през 1953 – 54 г. тя действа като държавен съветник и се грижи за внуците си Чарлз и Ан. През февруари 1959 г. посещава Кения и Уганда.
Елизабет ръководи възстановяването на отдалечения замък Мей на северния бряг на Шотландия, който тя използва, за да „избяга от всичко“ за три седмици през август и десет дни през октомври всяка година. Тя развива интерес към конните надбягвания, особено стипълчейз, който е вдъхновен от любителя жокей лорд Милдмей от Флет през 1949 г. Тя притежава победителите от приблизително 500 състезания. Въпреки че (противно на слуховете) тя никога не е залагала, е имала коментари за състезания, изпращани директно до резиденцията ѝ в Лондон, Кларънс Хаус, за да може да следи състезанията. Като колекционер на изкуство тя купува произведения на Клод Моне, Огъст Джон и Петер Карл Фаберже, наред с други.
През февруари 1964 г. кралицата претърпява спешно отстраняване  на а апендикса, което води до отлагане на планираната ѝ обиколка в Австралия, Нова Зеландия и Фиджи за 1966 г. Тя се възстановява по време на карибски круиз на борда на кралската яхта Британия. През декември 1966 г. претърпява операция за отстраняване на тумор, след като е диагностицирана с рак на дебелото черво. Тя е диагностицирана с рак на гърдата през 1984 г. и от гърдите ѝ е отстранена бучка. Пристъпите ѝ на рак никога не са оповестени публично приживе.
По време на вдовството си Елизабет продължава да пътува много, включително прави над четиридесет официални посещения в чужбина. През 1975 г. посещава Иран по покана на шах Мохамед Реза Пахлави. Британският посланик и съпругата му, Антъни и Шийла Парсънс отбелязват как иранците са били объркани от навика ѝ да говори с всеки, независимо от статуса или важността му, и се надяват обкръжението на шаха да се научи от посещението да обръща повече внимание на обикновените хора. Между 1976 и 1984 г. тя прави годишни летни посещения във Франция, които са сред 22 частни пътувания до Континентална Европа между 1963 и 1992 г.
През 1982 г. Елизабет е откарана по спешност в болница, когато рибена кост засяда в гърлото ѝ и ѝ е направена операция за отстраняването ѝ. Тъй като е запалена риболовка, тя спокойно се шегува след това: „Сьомгата си е върнала гърба“. Подобни инциденти се случват в Балморал през август 1986 г., когато е хоспитализирана в Кралската болница на Абърдийн за една нощ, но не е необходима операция, и през май 1993 г., когато е приета в болницата за операция под обща анестезия.
През 1987 г. Елизабет е критикувана, когато става ясно, че две от нейните племенници, Нериса и Катрин Боуз-Лайън, са били изпратени в психиатрична болница в Редхил, Съри, през 1941 г., защото са имали сериозни нарушения в ученето. Въпреки това генеалогичният издател Peerage на Бърк изброява сестрите като мъртви, очевидно защото майка им Фенела (балдъза на Елизабет) е „изключително неясна“, когато става дума за попълване на формуляри и може би не е попълнила документите за вписване на семейството правилно". Когато Нериса умира през 1986 г., гробът й първоначално е маркиран с пластмасов етикет и сериен номер. Елизабет казва, че новината за тяхното институционализиране е била изненада за нея.

### Столетие
В по-късните си години Елизабет става известна с дълголетието си. Нейният 90-ти рожден ден - 4 август 1990 г. е отбелязан с парад на 27 юни, в който участват много от 300-те организации, на които е патрон. През 1995 г. тя присъства на събития в чест на 50-годишнината от края на Втората световна войната и претърпява две операции: една за отстраняване на катаракта в лявото й око и друга за смяна на дясната бедрена кост. През 1998 г. лявата й бедрена кост е сменена, след като я чупи след падане по време на посещение в конюшните в Сандрингам.
100-ият рожден ден на Елизабет е отбелязан по различни начини: парад, който отпразнува най-важните моменти от нейния живот, включва участие на сър Норман Уиздъм и сър Джон Милс; нейният образ се появява на специална възпоменателна банкнота от £20, издадена от Кралската банка на Шотландия; и тя присъства на обяд в Гилдхол, Лондон, на който Джордж Кери, архиепископът на Кентърбъри, случайно се опитва да изпие нейната чаша вино. Нейното бързо предупреждение „Това е мое!“ предизвика всеобщо забавление. През ноември 2000 г. тя чупи ключицата си при падане, което я кара да се възстановява у дома през Коледа и Нова година.
На 1 август 2001 г. Елизабет претърпява кръвопреливане за анемия, след като страда от леко топлинно изтощение, въпреки че е достатъчно добре, за да направи традиционната си поява пред Кларънс Хаус три дни по-късно, за да отпразнува 101-ия си рожден ден. Нейните последни обществени ангажименти включват засаждане на кръст на полето на паметта на 8 ноември 2001 г., прием в Гилдхол, Лондон, за реформирането на 600-на ескадрила, Кралски спомагателни военновъздушни сили, на 15 ноември, и присъствие на повторното пускане в експлоатация на кораба HMS Ark Royal на 22 ноември.
През декември 2001 г., на 101 години, Елизабет чупи таза си при падане. Въпреки това тя настоява да се изправи за националния химн по време на възпоменателната служба за съпруга си на 6 февруари следващата година. Само три дни по-късно втората им дъщеря принцеса Маргарет умира. На 13 февруари 2002 г. Елизабет пада и порязва ръката си в хола си в Сандрингам Хаус; Извикани са линейка и лекар и раната е превързана. Тя все още е решена да присъства на погребението на Маргарет в параклиса "Сейнт Джордж" в Уиндзорския замък два дни по-късно - в петък, въпреки че кралицата и останалата част от кралското семейство са загрижени за пътуването от Норфолк до Уиндзор. Говори се, че тя почти не яде. Въпреки това тя лети до Уиндзор с хеликоптер и за да не могат да бъдат направени снимки на нея в инвалидна количка (в която мрази да бъде виждана), тя настоява да бъде защитена от пресата и пътува до службата чрез многофункционален автомобил със затъмнени прозорци, който преди това е бил използван от Маргарет.
На 5 март 2002 г. Елизабет присъства на обяда на годишното парти на Итън Бийгълс и гледа състезанията в Челтнъм по телевизията; обаче здравето й започва рязко да се влошава през последните й седмици, след като се оттегля в Роял Лодж за последен път.

## Смърт
На 30 март 2002 г. следобед Елизабет умира в Роял Лодж в замъка Уиндзор на 101-годишна възраст. До нея е дъщеря й кралица Елизабет II. Кралицата-майка страда от настинка от Коледа 2001 г. На 101 години и 238 дни тя е първият член на британското кралско семейство, живял над 100-годишна възраст. Тя е най-дълго живелият член на британското кралско семейство към момента на смъртта си. Нейната етърва, принцеса Алис, херцогиня на Глостър, надхвърля това, умирайки на 102-годишна възраст на 29 октомври 2004 г. Елизабет е един от най-дълголетните членове на всяко кралско семейство.
Елизабет отглежда камелии във всяка от градините си и преди драпираният й ковчег със знамена да бъде отнесен от Уиндзор, за да е изложен в Уестминстър Хол, отгоре е поставена композиция от камелии от собствените й градини. Приблизително 200 000 души минават през три дни, докато тя лежи в Уестминстър Хол в Уестминстърския дворец. Членове на домашната кавалерия и други клонове на въоръжените сили стоят на пост в четирите ъгъла на катафалката. В един момент четиримата й внуци – принц Чарлз, принц Андрю, принц Едуард и виконт Линли остават на пост в знак на уважение – чест, подобна на бдението на принцовете при покойния крал Джордж V.
В деня на погребението на Елизабет, 9 април, генерал-губернаторът на Канада Адриен Кларксън издава прокламация, призоваваща канадците да почетат паметта на Елизабет този ден. В Австралия генерал-губернаторът Питър Холингуърт чете лекция на възпоменателната служба, проведена в катедралата „Свети Андрей“ в Сидни.
В Лондон повече от милион души изпълват района извън Уестминстърското абатство и по дължината от 37-километровия маршрут от Централен Лондон до лобното място на Елизабет в мемориалния параклис на крал Джордж VI до това на нейния съпруг и по-малката дъщеря в параклиса „Сейнт Джордж“. По нейна молба, след погребението й венецът, който лежи на върха на ковчега й, е поставен върху гроба на Незнайния воин, в жест, който повтаря почитта й в сватбения й ден преди 79 години.

## Наследство
Кралица Елизабет е известна със своя личен и обществен чар. Тя е един от най-популярните членове на британското кралско семейство и помага за стабилизирането на популярността на монархията като цяло.
Критиците на Елизабет включват Кити Кели, която погрешно твърди, че тя не е спазила разпоредбите за дажбите по време на Втората световна война. Това обаче се опровергава от официалните записи, и Елинор Рузвелт по време на военния си престой в Бъкингамския дворец докладва изрично за разпределената храна, сервирана в двореца, и за ограничената вода за баня.
Твърденията, че Елизабет е използвала расистки обиди за чернокожите, са категорично отречени от майор Колин Бърджис, съпруг на Елизабет Бърджис, секретарка от смесена раса, която обвинява членовете на домакинството на принц Чарлз в расово насилие. Елизабет не прави публични коментари относно расата, но според Робърт Роудс Джеймс, насаме тя се отвращава от расовата дискриминация и заклеймява апартейда като ужасен. Удроу Уайът записва в дневника си, че когато той изразява мнението, че небелите страни нямат нищо общо с нас, тя му казва: „Много съм запалена по Британската общност. Те всички са като нас.“ Въпреки това тя не вярва на германците; казва на Уайът, „Никога не им вярвай, никога не им вярвай.“ Въпреки че може да е поддържала подобни възгледи, се твърди, че те са били нормални за британците от нейното поколение и възпитание, преживели две жестоки войни с Германия.
В своята официална биография Уилям Шоукрос описва Елизабет като личност, чийто несломим оптимизъм, жажда за живот, добри обноски, палаво чувство за хумор и интерес към хора и теми от всякакъв вид са допринесли за нейната изключителна популярност и дълголетие.
Елизабет е добре известна със своите остроумни подмятания. След като научава, че Едуина Маунтбатън, последната вицекралица на Индия, е била погребана в морето, тя казва: „Скъпата Едуина, тя винаги е обичала да предизвиква фурор“. Придружена от гей писателя сър Ноъл Кауърд на гала вечеря, тя се качва на стълбище, обградено от охрана. Забелязвайки, че очите на Кауърд проблясват за миг към войниците, тя му промърморва: „Аз не бих, ако бях на твое място, Ноел; те да ги преброят, преди да ги изгонят.“ След като е посъветвана от консервативен министър през 70-те години да не наема хомосексуалисти, Елизабет отбелязава, че без тях „ще трябва да отидем на самообслужване“. Относно съдбата на подарък – огромна бутилка шампанско (на стойност 20 бутилки), макар че семейството й не идва за празниците, тя казва: „Ще го изпия сама“. Журналистка от в. „Гардиън“ предполага, че при джин и Дюбоне в 12 часа, червено вино с обяда, порто и мартини в 18 часа и две чаши шампанско на вечеря, „консервативна оценка поставя броя на алкохолните единици, които тя пие, на 70 на седмица". Начинът ѝ на живот забавлява журналистите, особено когато се разбира, че има многомилионен овърдрафт в Банка Коутс.
Навиците на Елизабет са пародирани от сатиричната телевизионна програма от 80-те години Spitting Image. Това е първото й сатирично изображение по телевизията; създателите първоначално отказват да я представят, страхувайки се, че това ще се счете за недопустимо от повечето зрители. В крайна сметка тя е представена звучаща като вечно подпийналата Берил Рийд. Тя е изиграна от Джулиет Обри в „Бърти и Елизабет“, Силвия Симс в „Кралицата“, Натали Дормър в „НИЕ“, Оливия Колман в „Хайд Парк на Хъдсън“, Виктория Хамилтън (сезони 1 и 2), Марион Бейли (сезони 3 и 4) и Марша Уорън (сезони 5 и 6) в Короната и Хелена Бонам Картър в Речта на краля, номинирана за Оскар за най-добра актриса в поддържаща роля и с награда БАФТА за най-добра актриса в поддържаща роля за превъплъщението си.
Корабът RMS „Кралица Елизабет“ на Кунард Лайн е кръстен на нея. Тя пуска кораба на 27 септември 1938 г. в Клайдбанк, Шотландия. Предполага се, че лайнерът е започнал да се плъзга във водата, преди Елизабет да успее официално да го пусне, и действайки рязко, тя успява да разбие бутилка австралийско червено върху носа му точно преди да се плъзне извън обсега. През 1954 г. Елизабет отплава за Ню Йорк на този кораб.
Статуя на Елизабет от скулптора Филип Джаксън е открита пред Мемориала на Джордж VI край улица „Мол“, Лондон, на 24 февруари 2009 г., създавайки Мемориала на крал Джордж VI и кралица Елизабет.
През март 2011 г. е разкрит еклектичният музикален вкус на Елизабет, когато са оповестени подробности за малката ѝ музикална колекция, съхранявана в замъка Мей в Шотландия. Тя включва ска, местен фолк, шотландски барабани и мюзикълите Оклахома! и Кралят и аз, йодлер изпълнителката Монтана Слим, Тони Ханкок, Гунс (радио комедийна програма) и Ноъл Кауърд.
Съобщава се, че осем години преди смъртта си Елизабет е поставила 2/3 от парите си (приблизително 19 млн. паунда) в тръстове в полза на своите правнуци. През целия си живот тя получава 643 000 паунда годишно от гражданската листа и харчи приблизително 1 – 2 млн. паунда годишно за да управлява домакинството си. До края на 90-те години нейният овърдрафт се смята за около 4 лмлн. паунда. Тя оставя по-голямата част от имуществото си, което се оценява на стойност между 50 и £70 млн. паунда, включително картини, яйца на Фаберже, бижута и коне, на дъщеря си кралица Елизабет II. Съгласно споразумение, постигнато през 1993 г., собствеността, преминаваща от монарх на монарх, е освободена от данък върху наследството, както и собствеността, преминаваща от съпруга на бивш монарх към настоящия монарх, така че данъчно задължение, изчислено на 28 млн. паунда (40% от стойността на наследството) не е направено. Най-важните произведения на изкуството са прехвърлени в Кралската колекция от Елизабет II. След смъртта й кралицата успешно подава молба до Върховния съд, така че подробностите от завещанието на майка ѝ да останат в тайна. Това носи критики от лейбъристките политици и сегменти от обществеността и кралицата в крайна сметка публикува характеристиките на завещанието на майка си.

## Гербове
Гербът на Елизабет е кралският герб на Обединеното кралство (или в английската, или в шотландската версия), с включени гласовия герб на нейния баща, графът на Стратмор – в 1-ва и 4-та четвъртина в сребристо, лъв на задни крака в синьо с червени език и крака, в двойна рамка с хералдически лилии във втората; във 2-ра и 3-та четвъртина хермелин, три лъка. Щитът е увенчан от императорската корона и поддържан от коронования лъв на Англия и от лъв на задни крака в златисто=червена панделка.
| Герб на Елизабет, херцогиня на Йорк (1923–1936) | Герб на кралица Елизабет | Герб на кралица Елизабет (Шотландия) | Кралски монограм на кралица Елизабет |

## Брак и потомство
∞ 26 април 1923 в Уестминстърското абатство в Лондон за принц Албърт, херцог на Йорк (* 14 декември 1895 в Йорк Котидж, Сандрингам Хаус, Норфолк; † 6 февруари 1952 в Сандрингам Хаус, пак там), бъдещ крал Джордж VI, от когото има две дъщери:
- Елизабет Александра Мери Йорска (21 април 1926, Мейфеър, Лондон – 8 септември 2022, Замък „Балморал“), като Елизабет II кралица и държавен глава на Обединеното кралство Великобритания и Северна Ирландия и на кралствата от Общността на нациите от 6 февруари 1952 г. до смъртта си на 8 септември 2022 г. Като британски монарх през този период тя е върховен управител на Църквата на Англия, главнокомандващ британските въоръжени сили и лорд на Ман. ∞ 21 ноември 1947 в Уестминстърското абатство, Лондон, за принц Филип Гръцки и Датски (10 юни 1921, Корфу, Кралство Гърция – 9 април 2021, Уиндзор), син на принц Андрей Гръцки и Датски и на съпругата му принцеса Алис Батенберг, от когото има трима сина и една дъщеря
- Маргарет Роуз Йоркска (21 август 1930, замък Гламис в Ангъст, Шотландия – 9 февруари 2002, Лондон), графиня на Сноудън, ∞ 6 май 1960 в Уестминстърското абатство в Лондон за Антъни Армстронг-Джоунс (7 март 1930 – 13 януари 2017), фотограф, от когото има син и дъщеря.